# Павлов, Иван Владимирович (педагог)
Ива́н Влади́мирович Па́влов (род. 13 октября 1940, д. Собаккасы Чебоксарского района) — советский и российский педагог, доктор педагогических наук (1999), профессор (1993), заслуженный работник высшей школы Российской Федерации (2008).

## Биография
Окончил историко-филологический факультет ЧГПУ им. И. Я. Яковлева (1966), аспирантуру в МГПИ им. В.И. Ленина (1976). Работал учителем истории и физкультуры, воспитателем Кугесьской школы-интерната Чебоксарского района (1966–1973). С 1976 работает в ЧГПУ им. И. Я. Яковлева:  доцент (1981), заведующий кафедрой педагогики и яковлевоведения (1986–2015), профессор кафедры гуманитарных дисциплин.
Автор около 400 научно-методических работ, в т.ч. 13 монографий, посвящённых проблемам формирования нравственной и социальной устойчивости подростков, подготовки будущих учителей к работе с педагогически запущенными детьми.

## Монографии
- Общественно полезная деятельность как фактор перевоспитания педагогически запущенных подростков в сельской школе : диссертация ... кандидата педагогических наук : 13.00.01. – Москва, 1976. – 186 с.

- Система деятельности современной школы по предупреждению педагогической запущенности и правонарушений несовершеннолетних : диссертация ... доктора педагогических наук : 13.00.01. – Чебоксары: ЧГПУ им. И. Я. Яковлева, 1999. – 603 с.

- Теория и практика формирования готовности студентов педвуза к деятельности классного руководителя в сельской школе. – Чебоксары, 2008. – 223 с. (в соавторстве)

- Педагогическая практика как средство формирования готовности студентов педвуза к патриотическому воспитанию школьников.  – Чебоксары : Чуваш. гос. пед.ун-т, 2010. – 190 с. (в соавторстве)

- Патриотическое воспитание учащейся молодежи Чувашии накануне и в годы Великой Отечественной войны (1936–1945 гг.). – Чебоксары : Чуваш. гос. пед.ун-т, 2010. – 175 с. (в соавторстве)

- Воспитание патриотизма у младших школьников средствами народной педагогики. – Чебоксары : Чуваш. гос. пед.ун-т, 2010. – 174 с. (в соавторстве)

- Теория и практика формирования социальной устойчивости у студентов педагогического вуза. – Чебоксары : Чуваш. гос. пед.ун-т, 2011. – 167 с. (в соавторстве)

- Формирование личности будущего учителя в условиях  регионально-национального образовательного пространства. – Чебоксары : Новое время, 2011. – 464 с. (в соавторстве)

- Теория и практика  совершенствования самостоятельной работы студентов сельскохозяйственного вуза по информатике. – Чебоксары : НИИ педагогики и психологии, 2012. – 175 с. (в соавторстве)

- Теория и практика формирования социальной активности у студентов педагогического вуза в процессе профессиональной подготовки. – Чебоксары: Чуваш. гос. пед.ун-т, 2012. – 176 с. (в соавторстве)

- Формирование лидерских качеств у членов студенческого актива вуза. – Чебоксары: Интеллект, 2013. – 189 с. (в соавторстве)

- Предупреждение и преодоление девиантного поведения младших школьников. – Чебоксары : ЧКИ РУК, 2014. – 136 с. (в соавторстве)

## Признание и награды
- Знак «Отличник народного образования» (1979)
- Знак «За активную работу в педагогическом обществе РСФСР» (1982)
- Заслуженный работник высшей школы Чувашской АССР (1990)
- Награждён медалью К.Д. Ушинского (1999)
- Лауреат премии им. М.Я. Сироткина Национальной академии наук и искусств Чувашской Республики (2002)
- Заслуженный работник высшей школы Российской Федерации (2008)
- Награждён медалью А.С. Макаренко (2009)
- Награжден медалью Ломоносова М.В. (2011)[3]
- Почетный профессор ЧГПУ им. И. Я. Яковлева (2020)[4][5]